# Josef Hauthaler
Josef Hauthaler (* 13. März 1890 in Wals-Siezenheim; † 13. Dezember 1937 ebenda) war ein österreichischer Politiker (CS/VF) und Gasthofbesitzer in Viehausen. Er war von 1919 bis 1934 Abgeordneter zum Salzburger Landtag und von 1932 bis 1934 dessen Präsident. Des Weiteren wirkte er von 1927 bis 1932 als Mitglied des Bundesrates sowie von 1934 bis 1937 als Landesrat der Salzburger Landesregierung. 

## Ausbildung und Beruf
Hauthaler besuchte zunächst die Volksschule in Siezenheim und absolvierte danach von 1906 bis 1907 die Landwirtschaftsschule in Kleingmain. 1914 übernahm er den elterlichen Gast- und Landwirtschaftsbetriebes in Viehausen und führte diesen bis zu seinem Tod.

## Politik und Funktionen
Hauthaler wurde am 23. April 1919 als Abgeordneter des Konstituierenden Landtags angelobt und gehörte in der Folge dem Salzburger Landtag bis zum 31. Oktober 1934 an. Er hatte im Landtag vom 19. Mai 1932 bis zum 19. Jänner 1934 zudem das Amt des Präsidenten des Landtages inne und hatte zuvor zwischen dem 4. Mai 1927 und dem 27. Mai 1932 die Christlichsoziale Partei Salzburgs auch im Bundesrat vertreten. Am 19. Jänner 1934 wurde Hauthaler zum Landesrat der Salzburger Landesregierung gewählt, ein Amt, das er auch während der Zeit des Ständestaates bis zum 13. Dezember 1937 ausübte. 
Innerparteilich war er zwischen 1922 und 1924 als stellvertretender Landesparteiobmann der Salzburger Christlichsozialenaktiv, des Weiteren engagierte er sich zwischen 1920 und 1927 als Vizepräsident bzw. von 1927 bis 1937 als Präsident des Katholischen Bauernbundes in Salzburg, der im August 1934 als Salzburger Bauernbund in die Vaterländische Front eingegliedert wurde. Im Landtag fungierte Hauthaler von 1927 bis 1932 zudem als stellvertretender Klubobmann der Christlichsozialen. Lokalpolitisch wirkte er zwischen 1919 und 1924 als Mitglied der Gemeindevertretung von Siezenheim, zudem war er 1920 Mitbegründer der Salzburger Heimwehr. Er hatte von 1920 bis 1924 zudem das Amt des Vizepräsidenten der Salzburger Landwirtschaftsgesellschaft und von 1924 bis 1936 das Amt des Vizepräsidenten des Landeskulturrates inne und war von 1936 bis 1937 Landesbauernführer und Vizepräsident der Salzburger Landwirtschaftskammer.

## Auszeichnungen
- Goldenes Ehrenzeichen für Verdienste um die Republik Österreich (1931)
- Offizierskreuz des österreichischen Verdienstordens (1936)